# Radalj
Radalj (cyr. Радаљ) – wieś w Serbii, w okręgu maczwańskim, w gminie Mali Zvornik. W 2011 roku liczyła 2211 mieszkańców.